# Lutomierzyn
Lutomierzyn (prononciation : [lutɔˈmjɛʐɨn]) est un village polonais de la gmina de Baboszewo dans le powiat de Płońsk de la voïvodie de Mazovie dans le centre-est de la Pologne.
Le village compte approximativement une population de 138 habitants en 2021.

## Histoire
De 1975 à 1998, le village appartenait administrativement à la voïvodie de Ciechanów.